# 男孩看見血地獄
《男孩看見血地獄》（菲律賓語：Kinatay，直译為「屠殺」）是菲律賓導演布里蘭特·曼多薩執導、寇寇·馬汀主演的電影，榮獲第62屆坎城影展最佳導演獎。

## 情節
一個結婚不久的警校學生，為了賺錢而答應學長出任務，沒想到卻演變成血腥、恐怖的行動。曼多薩表示這是改編自真實事件，這是他自一位修犯罪學的年輕學生告訴他的類似事件，讓曼多薩感興趣的部分是突如其來地面對死亡事件，這足以顯現死亡的難以預測。

## 評價
美國導演昆汀·塔倫提諾非常欣賞這部電影，甚至親自寫了一封信稱讚曼多薩；另一方面，影評羅傑·艾伯特則批評該部電影「讓我想為我曾說文森·加洛的《棕兔》是坎城影展史上最爛的電影而道歉。」

## 獎項
| 獎項           | 獎項             | 受獎者                      | 階段／結果 |
| -------------- | ---------------- | --------------------------- | ---------- |
| 第62屆坎城影展 | 金棕櫚獎         | 男孩看見血地獄 菲律賓、法國 | 提名       |
| 第62屆坎城影展 | 最佳導演獎       | 布里蘭特·曼多薩             | 獲獎       |
| 錫切斯影展     | 最佳導演         | 布里蘭特·曼多薩             | 獲獎       |
| 錫切斯影展     | 最佳原創電影配樂 | 特雷莎·巴羅佐               | 獲獎       |

## 外部連結
- 互联网电影数据库（IMDb）上《男孩看見血地獄》的资料（英文）
- AllMovie上《男孩看見血地獄》的资料（英文）
- 爛番茄上《男孩看見血地獄》的資料（英文）